# Gheorghe Lascăr
Gheorghe Lascăr (n. 1857 – d. 1928) a fost un profesor de matematică și om politic român, care a îndeplinit funcția de primar al municipiului Iași în perioada 24 decembrie 1904 - 9 aprilie 1907. 
A fost director-adjunct al Colegiului Național din Iași (1893-1895), director al Colegiului „Costache Negruzzi” din Iași (15 februarie 1900 - 10 ianuarie 1905) și fruntaș al Partidului Conservator.
| Funcții politice                   | Funcții politice                    | Funcții politice     |
| ---------------------------------- | ----------------------------------- | -------------------- |
| Predecesor: Constantin B. Pennescu | Primar al orașului Iași 1904 - 1907 | Succesor: Petru Poni |